# Franciszek Tuna
Franciszek Tuna (ur. 10 maja 1800 w Igławie, zm. 20 listopada 1862 w Pradze) – prawnik, profesor i rektor Uniwersytetu Lwowskiego.
Uczył się w Bernie i Wiedniu. W 1830 uzyskał doktorat prawa na Uniwersytecie Wiedeńskim. Pracował jako urzędnik w kryminalnym sądzie wiedeńskiego Magistratu. W latach 1832–1836 pracował w C. K. Izbie Prokuratury (K. K. Kammerprokuratur), skąd w 1836 został wysłany do Lwowa. 13 lipca 1836 objął stanowisko adiunkta Urzędu Skarbowego. W 1841 mianowano go profesorem prawa na Uniwersytecie Lwowskim, w 1846 objął funkcję rektora. W 1850 przeniósł się do Pragi, porzucając zawód nauczyciela.